# روسيون (مقاطعة)
روسيون (بالفرنسية: Roussillon)‏ و (بالكتلانية:Rosselló) هي إحدى المقاطعات التاريخية في إمارة كتالونيا السابقة، وتعادل في الوقت الحاضر الإدارة الفرنسية بيرينيه أورينتال. كما قد يشار لها بكتالونيا الفرنسية أو كتالونيا الشمالية، حيث تستخدم التسمية الأخيرة بالأخص من طرف المجتمع الناطق بالكتالونية.

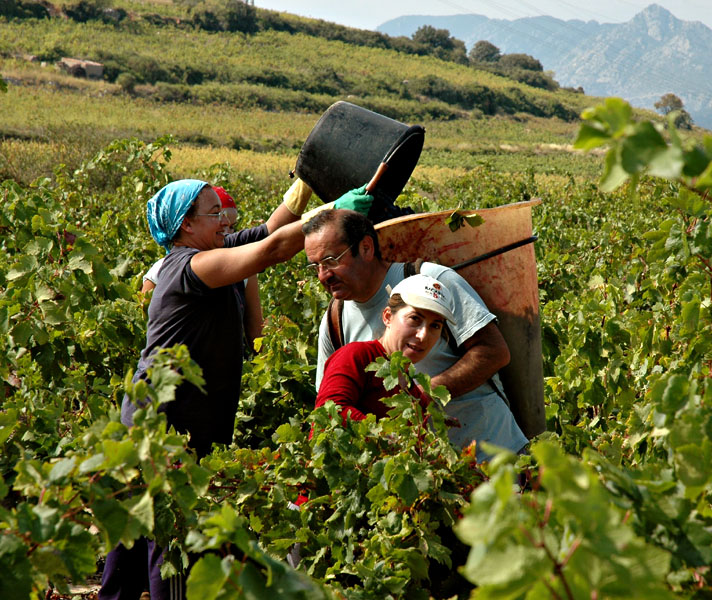
قطاف العنب في ماوري.

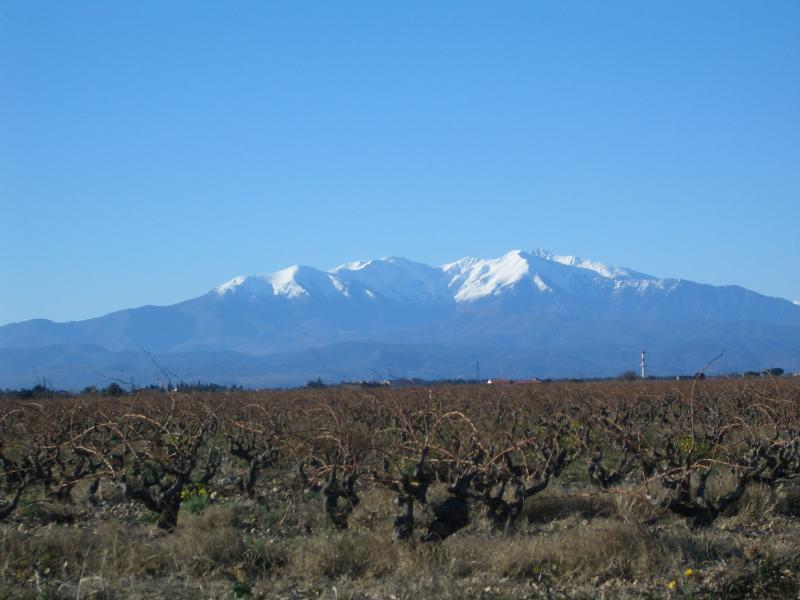
جبل كانيغو مغطى بالثلوج.